# Garçons contre filles
Pour plus de détails, voir Fiche technique et Distribution.
Garçons contre filles (Maschi contro femmine) est un film italien de Fausto Brizzi sorti en 2010.

## Synopsis
Walter est un entraineur de volley-ball qui trompe son épouse, Monica, avec la capitaine de son équipe, Eva. Il est pris de remords mais renonce à rompre avec son amante par crainte de perdre le prochain match. C'est finalement Eva, déçue que Walter ne divorce pas pour elle, qui se confesse à Monica. De manière surprenante, les deux femmes s'entendent bien, et le couple se réconcilie. En même temps, l'équipe de volley remporte le match.
Diego se considère comme un tombeur de femmes et grande est sa frustration de ne pas réussir à venir à bout de sa voisine, Chiara, infirmière, féministe et écologiste. La frustration de Diego est telle qu'il doit consulter un psychologue, qui diagnostique un risque d'impuissance si Diego ne reprend pas confiance, … en conquérant Chiara. Alors Diego la suit jusqu'au Pôle Sud où Chiara milite comme membre d'une campagne contre la chasse à la baleine. Étrangement, Chiara commence à s'intéresser à Diego, sans imaginer quelles sont ses intentions et motivations. Diego, sans s'en rendre compte, éprouve un réel amour pour Chiara et finalement ils forment un couple stable et heureux.
Andrea et sa colocataire Marta, une homosexuelle, se laissent aller à une compétition douteuse en essayant chacun de conquérir la jeune Francesca. Lors de vacances en Corse, émaillées de défis et de sales coups entre les deux, que Francesca observe avec délectation, c'est Andrea qui remporte les faveurs de la jeune fille.
Nicoletta, délaissée par son mari Vittorio (père d'Andrea et président de l'équipe de volley de Walter) est tentée par une chirurgie esthétique. Son collègue, le timide Renato, homme veuf qui la courtise depuis de nombreuses années, la persuade de s'accepter comme elle est et Nicoletta oublie son vaniteux projet.

## Fiche technique
- Réalisation : Fausto Brizzi
- Scénario : Fausto Brizzi, Marco Martani, Massimiliano Bruno et Valeria Di Napoli
- Producteur exécutif : Gianni Sarago
- Producteur : Federica Lucisano et Fulvio Lucisano
- Costumes : Monica Simeone
- Direction artistique : Morena Trevisiol
- Société de production : Italian International Film et Rai Cinema
- Société de distribution : 01 Distribution
- Genre : Comédie romantique
- Durée : 1 h 53
- Musique : Bruno Zambrini
- Photo : Marcello Montarsi
- Pays :  Italie
- Langue : italien
- Dates de sorties : 27 octobre 2010

## Distribution
- Fabio De Luigi : Walter
- Claudio Bisio : Marcello
- Paola Cortellesi : Chiara
- Alessandro Preziosi : Diego
- Lucia Ocone : Monica
- Nicolas Vaporidis : Andrea
- Francesco Pannofino : Vittorio
- Carla Signoris : Nicoletta
- Luca Calvani : Marco
- Daniel McVicar : Capitaine Bell
- Sarah Felberbaum : Francesca
- Nancy Brilli : Paola
- Giuseppe Cederna : Renato
- Paolo Ruffini : Ivan
- Chiara Francini : Marta
- Giorgia Wurth : Eva
- Laura Barriales : Ramona
- Luciana Littizzetto : Anna
- Emilio Solfrizzi : Piero
- Metis Di Meo : assistante de Marcello
- Maurizia Cacciatori : elle-même, joueuse de volley
- Francesca Piccinini : elle-même, joueuse de volley